# Efisio Melis
Efisio Melis (Villaputzu, 1890 – Cagliari, 1970) è stato un musicista italiano, suonatore di launeddas, arcaico strumento musicale della Sardegna.

## Biografia
Secondo Andreas Fridolin Weis Bentzon la vita di Melis "fu un romanzo e non è adatta per essere raccontata", ciò malgrado è ancora possibile registrare che fu suonatore estroso, con capacità tecniche prodigiose, precisissimo e velocissimo nell'esecuzione. Pur interpretando le suonate in modo tradizionale, riusciva, grazie al dominio assoluto dello strumento, ad inserire temi originali. In questo senso, dato il periodo storico, Efisio Melis rappresenta uno snodo tra il passato e l'epoca d'oro delle launeddas (in cui il suonatore è al centro della vita sociale), ed il declino inevitabile dello strumento, dovuto alla prepotente colonizzazione culturale che, precipitando sulla Sardegna, ebbe a diluirne alcuni dei connotati più originali.
Il confronto con gli altri suonatori, che anticamente era influenzato anche dalla moralità del suonatore, creava una forte faziosità nei fruitori, direttamente interessati all'uso tradizionale dello strumento, eminentemente dedicato ad accompagnare il rito collettivo del ballo sardo: a Villaputzu gli estimatori di Antonio Lara, altro valente suonatore, rimproveravano Efisio Melis d'essere troppo veloce nell'esecuzione e di rendere per questo difficile il ballo, mentre proprio la velocità era invece apprezzata dai sostenitori, i quali reputavano il suono del Lara lento e noioso.
Di fatto, due generazioni si contrapponevano: da una parte si schierava una lunga tradizione, la "morale corrente", la serietà rappresentata a grandi linee da Antonio Lara, mentre dall'altra emergevano Efisio Melis ed i giovani, seppure confusamente, aperti al cambiamento al punto da cambiare persino il plurisecolare modo di ballare. Dopo le innovazioni introdotte dal Melis, e contrariamente ad una delle caratteristiche della società tradizionale sarda (nella quale i riti collettivi erano celebrati in estrema vicinanza ed in afflato fra tutte le componenti, con abbattimento delle barriere anagrafiche, sessiste e di ceto), dopo che le launeddas ebbero a risuonare di musica ricongegnata, un giovane ed un vecchio raramente ballavano più insieme, tanto era ora diverso il modo di interpretare le sonate.
Il giudizio sui suonatori era influenzato anche da fattori estranei alla loro bravura come suonatori. Efisio Melis, spigoloso di carattere, lingua pronta alla sagace battuta, anticipatore, per molti aspetti, dello stereotipo dell'artista anni sessanta,  non disdegnava la bevuta con gli amici ed aveva fama di rapitore di cuori. La rivalità tra suonatori, retaggio del periodo in cui essere maestri era segno di un'invidiabile posizione sociale, si manifestava anche nello screditare il suonatore avversario ed egli fu, per quanto già detto, bersaglio facile di critiche spesso feroci. Da Villaputzu si trasferì a Cagliari.
Melis incarnò la pervicace "resistenza" del popolo sardo, costituita di genialità e cultura "altra" individuali, ma fragile nei confronti della penetrazione culturale "ufficiale" e massiva; di fronte al contrasto culturale, che relegava le launeddas in una nicchia arroccata, sperimentò contaminazioni con la fisarmonica, si prodigò per la realizzazione di launeddas elettriche, si prestò a registrazioni di dischi che comprimevano impietosamente la suonata nei tre minuti della facciata dei dischi a quarantacinque giri. In questi tentativi si può ravvisare la tristezza del genio che si propone in modo minore, che cerca pubblico e confronto nel periodo in cui questi vengono inesorabilmente meno. In questo sta anche il dramma delle launeddas e del suonatore: consapevolezza della bontà e ricchezza del repertorio di uno strumento conchiuso e indipendente, sufficientemente timbrico per essere accompagnato ed ora costretto ad accompagnare strumenti suonati da musicisti spesso non all'altezza.
Il raffronto con il presente evidenzia l'influenza, a volte soffocante, che questo suonatore ha avuto ed ha sugli attuali suonatori del medesimo strumento. La mancanza di contatto, di scambio con un pubblico critico, ha determinato una condizione di copiatura che, salvo rare eccezioni, definisce una situazione di stallo superabile solo con una reinterpretazione culturale da inserire in un nuovo contesto musicale. Le attuali tendenze di valorizzazione della musica etnica attraverso l'inglobamento della stessa in ambiti meno provinciali, possono servire quali elementi propedeutici al rifiorire dello strumento, rispettando la memoria storica originaria di cui Efisio Melis è esempio.